# サンフロント (沼津市)
サンフロントは、静岡県沼津市にあるオフィスビルである。

## 概要
- 階層 地上10階
- 竣工 1994年
- 所在地 静岡県沼津市魚町1番地

もともと同所にあった静岡新聞社・静岡放送の沼津支社社屋が老朽化したことに伴い、外部テナントも入居できる形のオフィスビルへと建て替えたものである。静岡新聞社・静岡放送の沼津支社は、同ビルの完成・使用開始に伴い改組され、両社の東部総局となった。
同ビル内には静岡放送のサテライトスタジオが設置されている（テレビは総局事務室内にオープンスタジオが設置。ラジオ用のスタジオも別に設置）ほか、屋上にはFPUアンテナや情報カメラといったテレビ用機材も設置されている。
このビルの名を冠したサンフロント21懇話会の活動拠点としても使用されている。

## 入居する主な企業
- 静岡新聞社・静岡放送東部総局
- エフエムぬまづ
- サンフロント21懇話会
- SBS情報システム

## 交通
- JR沼津駅徒歩10分